# Mysmenella ogatai
Mysmenella ogatai là một loài nhện trong họ Mysmenidae.
Loài này thuộc chi Mysmenella. Mysmenella ogatai được miêu tả năm 2007 bởi Ono.